# Jó széllel francia partra
A Jó széllel francia partra (Fair Stood the Wind for France) Herbert Ernest Bates 1944-ben megjelent, világsikert aratott háborús regénye.

## Történet
A németek által megszállt Franciaországban kényszerleszállást hajt végre egy bevetésből hazatartó brit repülőgép. Pilótája komolyan megsérült, csak társai segítségével menekül meg. A katonákat egy francia család bújtatja el. A pilóta állapota rosszabbra fordul, műtétre van szüksége. Lábadozása alatt szerelem bontakozik ki benne őt ápoló lány iránt.
Ennek a legismertebb angol háborús regénynek különös értéke, hogy a tiszta szerelem mindent felülmúló erejét ábrázolni tudja az embertelenség közepette.

## Magyarul
- Jó széllel francia partra. Regény; ford. Róna Ilona; Európa, Bp., 1958
- Jó széllel francia partra. Regény; ford. Róna Ilona, utószó Vajda Miklós, ill. Csernus Tibor; Szépirodalmi, Bp., 1962

## Film
- 1980: 4 részes BBC tévésorozat készült a regény nyomán.[1]